# Președinția Rotativă a Consiliului Uniunii Europene
Președinția Rotativă a Consiliului Uniunii Europene  este o funcție colectivă de conducere  în Uniunea Europeană exercitată prin  rotație de fiecare stat membru timp de 6 luni de zile.